# استلا کیریاکیدس
استلا کیریاکیدو (یونانی: Στέλλα Κυριακίδου, Stella Kyriakidou؛ زادهٔ ۱۰ مارس ۱۹۵۶) روان‌شناس و سیاست‌مدار قبرسی از حزب محافظه‌کار ائتلاف دموکراتیک است که از سال ۲۰۱۹ به عنوان کمیسر بهداشت و ایمنی غذایی اروپا فعالیت می‌کند. او نخستین فرد اهل قبرس و سومین زن بود که به ریاست مجمع پارلمانی شورای اروپا رسید.

## زندگی و تحصیلات
کیریاکیدو در نیکوزیا زاده شد. او مدرک کارشناسی روان‌شناسی خود را از دانشگاه ریدینگ و کارشناسی ارشد در زمینهٔ ناسازگاری کودکان را از دانشگاه ویکتوریای منچستر دریافت کرد.

## فعالیت حرفه‌ای
کیریاکیدو از سال ۱۹۷۶ تا ۲۰۰۶ در وزارت بهداشت (قبرس) به عنوان روان‌شناس بالینی در بخش روان‌پزشکی کودک و نوجوان فعالیت داشت.
در سال ۱۹۹۹، کیریاکیدو به عنوان رئیس نخستین جنبش سرطان پستان در قبرس انتخاب شد.
از سال ۲۰۰۴ تا ۲۰۰۶، ریاست اروپا دونا را بر عهده داشت.
در سال ۲۰۱۶، به ریاست کمیتهٔ ملی استراتژی سرطان منصوب شد.
استلا کیریاکیدو همچنین در فهرست «۱۰۰ زن تأثیرگذار در حوزهٔ سرطان‌شناسی» از سوی OncoDaily معرفی شد.